# Élections législatives japonaises de 1920
Les élections législatives japonaises de 1920 (第14回衆議院議員総選挙, Dai-juyon Shūgiin Giinsōsenkyō) sont les quatorzièmes organisées après l'avénement de l'empire du Japon et ont pour but d'élire les membres de la chambre des représentants de la Diète du Japon. Elles ont lieu le 10 mai 1920 et permettent au Rikken Seiyūkai, dirigé par le premier ministre Hara Takashi, d'étendre sa majorité de siège à la Diète.

## Résultats

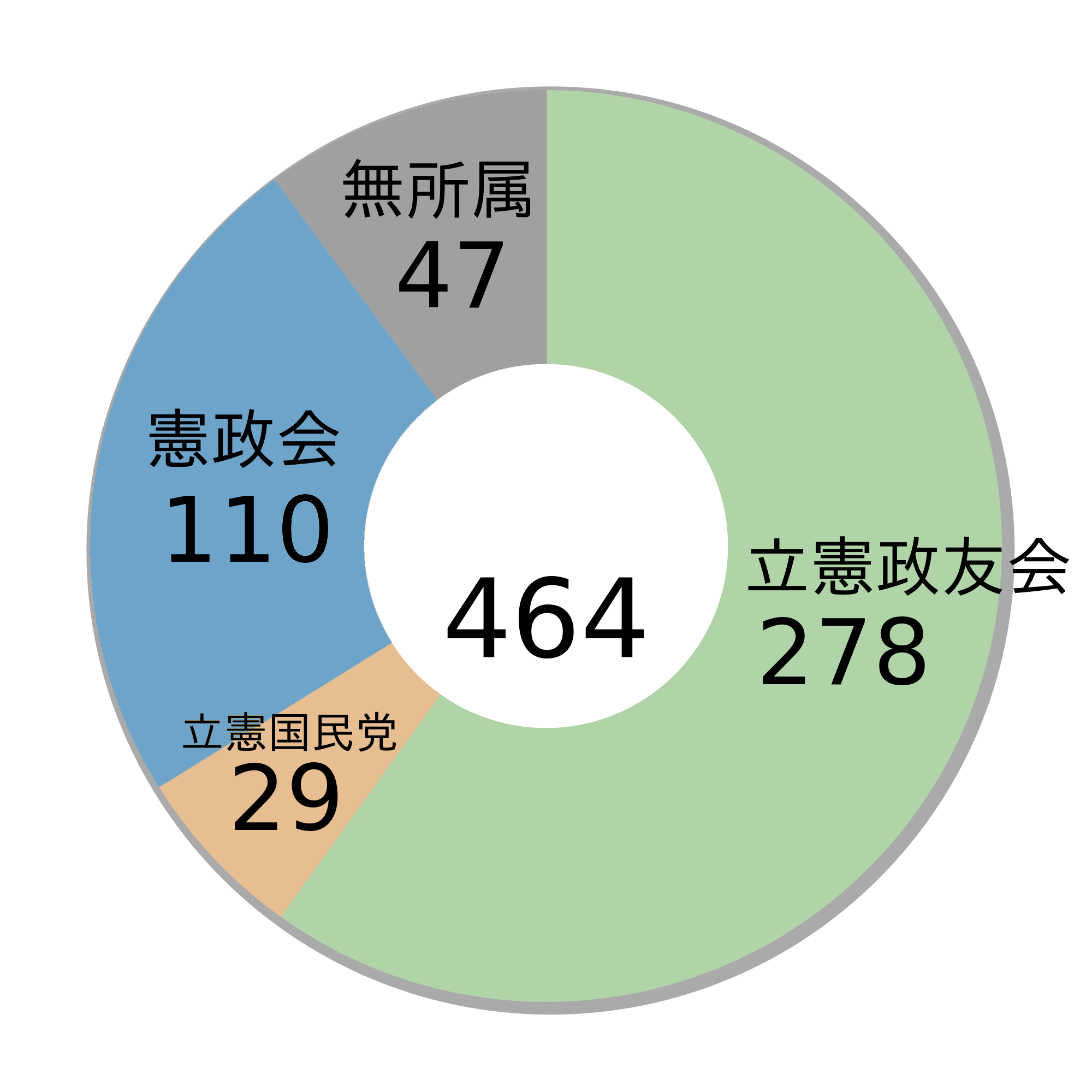

| Partis politiques             | Sièges |
| ----------------------------- | ------ |
| Rikken Seiyūkai (立憲政友会)  | 0278   |
| Rikken Kokumintō (立憲国民党) | 029    |
| Kenseikai (憲政会)            | 0110   |
| Indépendants (無所属)         | 047    |
| Total                         | 0464   |